# Gretz-Armainvilliers
Gretz-Armainvilliers ([gʁɛ.t͡s‿aʁ.mɛ̃.vi.ˈlje]) es una comuna francesa del departamento de Sena y Marne, en la región de Isla de Francia.

## Demografía
| 3 119 | 4 559 | 7 127 | 7 330 | 7 246 | 7 613 | 7 925 | 8 700 |
| Para los censos de 1962 a 1999 la población legal corresponde a la población sin duplicidades (Fuente: INSEE [Consultar]) |       |       |       |       |       |       |       |